# Петров, Дмитрий Александрович (яхтсмен)
Дмитрий Александрович Петров (род. 17 ноября 1973, Тольятти) — российский яхстмен, обладатель кубка России.

## Биография
Тренировался у Давыденко Ю. И., Коновалова Ю. А., а также у Ганькина Д. Е. и Зиатдинова А.О и Троицкого А. К.

## Достижения
Многократный призёр и победитель чемпионата России в классе яхт «Луч».
Обладатель кубка России в классе «Финн» в 2012, 2014, 2015 и 2016 годах
На чемпионате мира Финн-Мастерс в 2015 году, проходившем в греческой Кавале, стал 2-м в абсолютном зачёте и 2-м в категории «Мастерс» Был 62-м на чемпионате мира Finn Gold Cup 2017 года на озере Балатон
На кубке Европы Финн-Мастерс занял 2-е место в абсолютном зачёте (2-е место в категории «Мастерс») в 2013 году и 3-е место в абсолютном зачёте в 2014 году
Победитель Open Russian 2011 года, обладатель кубка Балашова 2016
Мастер спорта.